# Västra Bug
För floden Bug i Ukraina, se Södra Bug.
Västra Bug, (eller Övre Bug) (vitryska: Захо́дні Буг; polska: Bug; ryska: За́падный Буг; ukrainska: Західний Буг) är en östeuropeisk flod som börjar i Ukraina och rinner ut i Narew i Polen. Namnet Västra Bug används för att skilja floden från Södra Bug i Ukraina.

## Sträckning
Floden börjar i centrala Ukraina och är gränsen mellan Polen och Belarus. I Polen rinner floden genom sjön (reservoaren) Zegrze som är en uppdämd del av floden Narew. Bug är 772 km lång (varav 587 km i – eller längs – Polen) och är den fjärde längsta floden i Polen. Den dränerar ett område på 39 420 km² (varav 19 284 km² i Polen). Bland städerna som ligger vid Bug är Volodymyr, Włodawa, Brest, Terespol, Drohiczyn, Wyszków och Serock.